# José Delgado Valle
José Delgado Valle (Tlalnepantla, estado de México, 12 de julio de 1927) es un líder sindical y político mexicano, miembro del Partido Revolucionario Institucional (PRI). Fue tres veces diputado federal.

## Biografía
Estudió la primaria en el «Centro escolar Estado de Michoacán», la secundaria en la escuela secundaria N.° 5, y estudios técnicos de Mecánica en el CECyT n.º 2 «Miguel Bernard Perales» del Instituto Politécnico Nacional (IPN). Laboró como empleado de mantenimiento industrial, donde inició sus actividades políticas como sindicalista.
Fue síndico del ayuntamiento de Tlalnepantla de Baz presidido por Alfonso Cárdenas Herrera de 1961 a 1963, de 1962 a 1968 fue subsecretario de Desarrollo Industrial de la Confederación de Trabajadores de México (CTM) y de 1967 a 1969 fue tesorero del ayuntamiento del municipio de Nezahualcóyotl que encabezaba Francisco González Romero. Fue posteriormente secretario general de la CTM en Tlalnepantla e integrante del Sindicato de Trabajadores del Metro.
En 1966 fue elegido diputado a la XLIII Legislatura del Congreso del Estado de México que concluyó en 1969. En 1970 fue elegido por primera ocasión diputado federal, representando al Distrito 2 del estado de México en la XLVIII Legislatura de dicho año al de 1973. En ella fue integrante de la comisión de Bienestar Social; y, de la Industria del Sistema de Transporte Colectivo Metro.
En 1976 fue elegido por segunda ocasión diputado federal, esta vez por el Distrito 3 del estado de México a la L Legislatura que concluyó en 1979. Simultáneamente, de 1976 a 1980 fue secretario de Acción Política, y luego de 1983 a 1986 secretario de Organización, ambos de la Federación de Trabajadores del Estado de México —referente local de la CTM—.
Finalmente, en 1985 fue elegido por tercera ocasión diputado federal, ahora por el Distrito 25 del estado de México a la LIII Legislatura de 1985 a 1988.